# Мойка высокого давления
Смотрите также другие значения термина Водомëт  . 
Мойка высокого давления, известная также как АВД (аппарат высокого давления), в просторечии — водомëт, или кëрхер (по названию немецкой фирмы Kärcher, мойки высокого давления которой первыми массово пришли на постсоветский рынок), инструмент, предназначенный для очистки поверхностей быстрой струёй воды, истекающей из сопла, от различного рода загрязнений, продуктов коррозии и старых покрытий: краски, лаков, плесени, водорослей и т. п. Существуют как бытовые, так и профессиональные устройства. Мощность мойки определяется развиваемым её насосом давлением. На рынке доступны устройства, создающие давление от 5 до 200 МПа.
Существуют также промышленные мойки высокого давления, представляющие собой стационарные установки.
Принцип действия мойки разработал Альфред Керхер 1950 году. Переносной «домашний» вариант был разработан в 1984.
Главное отличие мойки высокого давления от обычного насоса — форсунка устроена так, что в струю воды подмешивается воздух и получается эффект усиления разрушающей силы воды. Воздух разделяет струю на отдельные капли, которые имеют поверхностное натяжение — это усиливает «ударную силу» потока и трения в месте контакта.
Конструктивно мойка высокого давления состоит из плунжерного насоса высокого давления с электродвигателем и присоединённой к нему гибким шлангом форсунки с аэратором на рукояти пистолетного типа. Иногда в конструкцию входит собственный бак для воды и/или моющего средства.
Гидроструйная очистка является более мощной разновидностью мойки высокого давления и используется для удаления отложений в баках и трубопроводах. Струйные машины позволяют очищать закаменелую грязь, остатки цемента и бетона, старую краску и различное загрязнение, налëт водорослей. Тонкая регулировка давления позволят работать с любым материалом — деревом, металлом, камнем, мрамором. Они отлично показывают себя при очистке фасадов, бетонных перекрытий, декоративных элементов фонтанов, асфальта и даже линолеума. Мойки высокого давления незаменимы на автомойках, учитывая, что зачастую отмыть грязь с автомобиля водой с обычным напором просто невозможно. 

## Области применения
Мойки высокого давления широко применяются очистки поверхностей, таких как:
- Водостоки
- Кровли
- Настилы
- Тротуары
- Дворы
- Подъездные пути
- Сайдинг
- Автостоянки
- Автомобили

В зависимости от очищаемой поверхности следует использовать более высокое или более низкое давление, а также подходящую насадку.

## Типы
В сфере производства и сбыта выделяют следующие типы моек высокого давления, по их классу:
- Бытовые
- Профессиональные
- Промышленные
- Стационарные
- Автономные
- С нагревом воды
- Автомобильно-тракторного базирования (дорожные поливатели)

Вопреки сложившемуся убеждению, полупрофессиональный тип моек не является корректной классификацией, поскольку параметры относят аппарат либо к бытовому типу, либо к профессиональному.

## Форсунки
Сменные сопловые насадки (форсунки) изменяют форму, скорость и направление потока. Насадки позволяют выбрасывать воду на большие расстояния или оказывать большее давление на сильно загрязнённую поверхность. Часто форсунки имеют цветовую маркировку для легкой идентификации. При использовании форсунок с углом распыления 0° следует соблюдать особую осторожность, так как подаваемая сквозь них вода может нанести травмы или повредить очищаемые поверхности.